# Гепатоспленомегалия
Гепатоспленомегалия (лат. Hepatosplenomegaly) — синдром, характеризующийся одновременным увеличением селезёнки и печени. Диагностируется методами пальпации и перкуссии, а также при ультразвуковом или КТ-исследовании. Визуально при данном синдроме в области правого подреберья может наблюдаться выбухание, смещающееся при вдохе, обусловленное увеличенной печенью.
Основная особенность гепатоспленомегалии — это признаки начинающегося гиперспленизма: тромбоцитопения, эритроцитопения, лейкопения, обнаруживающиеся в клиническом анализе крови.

## Причины

### Инфекционные заболевания
- Острый вирусный гепатит
- Малярия
- Краснуха
- Цитомегаловирус
- Инфекционный мононуклеоз
- Лейшманиоз
- Фасциолёз
- Шистосомоз

### Гематологические болезни
- Миелопролиферативные опухоли
- Лейкемия
- Серповидноклеточная анемия
- Талассемия
- Миелофиброз
- Лимфома
- Злокачественная анемия

### Нарушение обмена веществ
- Болезнь Ниманна — Пика
- Болезнь Пфаундлера — Гурлер
- Болезнь Гоше
- Акромегалия
- Хронические заболевания печени и портальной гипертензии
- Саркоидоз
- Амилоидоз

### Аутоиммунные заболевания
- Системная красная волчанка